# Boryspil
Boryspil (ukrajinsky Бориспіль; rusky Борисполь – Borispol) je město ležící v Kyjevské oblasti na Ukrajině. Je administrativním centrem Boryspilského rajónu. V současnosti má přes 64 tisíc obyvatel.
Ve městě sídlí fotbalový klub FK Arsenal Kyjev, který působí v ukrajinské první lize. Je zde také mezinárodní letiště.

## Dějiny
První zmínky pocházejí z roku 1154, současné jméno se používá od roku 1590 a statut města Boryspil dosáhl až v roce 1956. Jméno je řeckého původu, je složeninou z řeckého jména pro Dněpr, Βορυσθένης – Borysthenés, a řeckého slova pro město: πόλις – polis.
Za první světové války zde byl vytvořen 21. června 1917 II. záložní prapor 1. československé střelecké brigády, z kterého se později stal 6. československý střelecký pluk „Hanácký“.